# Spinner
En Spinner er en bestemt type fiskeredskab (fiskekrog).
Spinnere bruges af lystfiskere verden over, primært til at fange rovfisk, da den imiterer et bytte, i form af en mindre fisk.
En spinner fungerer på den måde at et metalblad (skeen) roterer rundt om en central akse, som i de fleste tilfælde er en metaltråd. I enden af metaltråden sidder krogen, der er fastgjort i en mindre ring. Spinnekroppen kan være farvet og dekoreret, og dens tykkelse og materiale bestemmer spinnerens kastevægt. Vægten har ikke kun betydning for, hvor langt spinneren kan kastes, men også for hvor dybt den fisker.
.